# Born-Landé-Gleichung
Die Born-Landé-Gleichung (benannt nach Max Born und Alfred Landé), auch Madelung-Gleichung (nach Erwin Madelung), ist eine Erweiterung des elektrostatischen Coulomb-Modells auf Ionenkristalle (also Salze) und erlaubt die Berechnung von Gitterenergien.
Das Coulomb-Modell geht von entgegengesetzten Punktladungen in regelmäßiger Anordnung aus, da Ionen gegen außen positiv oder negativ geladen sind. Bei genügend großer Annäherung treffen jedoch die Elektronenschalen der Ionen aufeinander, die sich aufgrund ihrer gleichen „Ladung“ abstoßen. Die Größe der Abstoßung hängt von der Elektronendichte der Ionen ab und wird mit dem Born-Exponenten {\displaystyle n} gemessen. Dieser wird experimentell aus der Kompressibilität der Ionenkristalle ermittelt, zur Berechnung können aber auch Durchschnittswerte verwendet werden.
{\displaystyle U_{0}=-{\frac {1}{4\pi \varepsilon _{0}}}\cdot {\frac {N_{\mathrm {A} }\cdot A\cdot a\cdot b\cdot e^{2}}{d_{0}}}\cdot {\biggl (}1-{\frac {1}{n}}{\biggr )}}
Die Madelung-Konstante sollte mit {\displaystyle A} statt mit {\displaystyle M} bezeichnet werden um eine Verwechselung mit der Molaren Masse {\displaystyle M} auszuschließen.
| Symbol                           | Name | Einheit                |
| -------------------------------- | --- | ---------------------- |
| {\displaystyle U_{0}}            | Gitterenergie                                                                                           | J/mol                  |
| {\displaystyle N_{\mathrm {A} }} | Avogadro-Konstante = 6,022141·1023 mol−1                                                                | 1/mol                  |
| {\displaystyle A}                | Madelungkonstante des Gittertyps                                                                        | dimensionslos          |
| {\displaystyle a}                | Anzahl Elementarladungen des Kations                                                                    | dimensionslos          |
| {\displaystyle b}                | Anzahl Elementarladungen des Anions                                                                     | dimensionslos          |
| {\displaystyle e}                | Elementarladung = 1,602176·10−19 C                                                                      | C                      |
| {\displaystyle \varepsilon _{0}} | Permittivität des Vakuums = 8,854185·10−12 C2·(J·m)−1                                                   | C / (V·m) = C² / (J·m) |
| {\displaystyle d_{0}}            | Ionenabstand im Gleichgewicht (aus Röntgenbeugungsexperimenten oder genähert als Summe der Ionenradien) | m                      |
| {\displaystyle n}                | Born-Exponent (Mittelwertbildung)                                                                       | dimensionslos          |

Weitere Verfeinerungen beruhen auf Einbezug der Temperatur:
- Nullpunktenergie
- Umrechnung des Resultats auf Temperaturen oberhalb des absoluten Nullpunkts

Je größer der kovalente Bindungsanteil wird, desto schlechter werden die Resultate mit der Wirklichkeit übereinstimmen. Dies kommt daher, dass das Modell auf der Betrachtung reiner Ionen beruht.

## Beispiel
Es soll die Gitterenergie von Bariumoxid berechnet werden. Barium ist im Kristallgitter zweifach positiv geladen und die Oxidionen zweifach negativ. Die Beträge der Ionenladungen werden eingetragen:
{\displaystyle U_{0}=-{\frac {1}{4\pi \varepsilon _{0}}}\cdot {\frac {N_{\mathrm {A} }\cdot A\cdot |+2|\cdot |-2|\cdot e^{2}}{d_{0}}}\cdot {\biggl (}1-{\frac {1}{n}}{\biggr )}}
Bariumoxid kristallisiert im NaCl-Typ. Dessen Madelungkonstante ist 1,7475. Außerdem setzen wir den Zahlenwert der Avogadro-Konstante, der Permittivität und der Elementarladung ein:
{\displaystyle U_{0}=-{\frac {1}{4\pi (8{,}854\cdot 10^{-12}\;\mathrm {\frac {As}{Vm}} )}}\cdot {\frac {6{,}022\cdot 10^{23}\;{\frac {1}{\mathrm {mol} }}\cdot 1{,}7475\cdot 4\cdot (1{,}602\cdot 10^{-19}\;\mathrm {As} )^{2}}{d_{0}}}\cdot {\biggl (}1-{\frac {1}{n}}{\biggr )}}
Den Gleichgewichtsabstand zwischen den Ionen ermitteln wir aus der Summe der Ionenradien. Dieser beträgt:
{\displaystyle d_{0}=150\;\mathrm {pm} +140\;\mathrm {pm} =290\cdot 10^{-12}\;\mathrm {m} }
{\displaystyle U_{0}=-{\frac {1}{4\pi (8{,}854\cdot 10^{-12}\;\mathrm {\frac {As}{Vm}} )}}\cdot {\frac {6{,}022\cdot 10^{23}\;{\frac {1}{\mathrm {mol} }}\cdot 1{,}7475\cdot 4\cdot (1{,}602\cdot 10^{-19}\;\mathrm {As} )^{2}}{290\cdot 10^{-12}\;\mathrm {m} }}\cdot {\biggl (}1-{\frac {1}{n}}{\biggr )}}
{\displaystyle n} ist der Mittelwert aus dem Born-Exponent des Kations und des Anions:
{\displaystyle n={\frac {n_{\mathrm {b} }(\mathrm {Ba} ^{2+})+n_{\mathrm {b} }(\mathrm {O} ^{2-})}{2}}={\frac {12+7}{2}}=9{,}5}
{\displaystyle U_{0}=-{\frac {1}{4\pi (8{,}854\cdot 10^{-12}\;\mathrm {\frac {As}{Vm}} )}}\cdot {\frac {6{,}022\cdot 10^{23}\;{\frac {1}{\mathrm {mol} }}\cdot 1{,}7475\cdot 4\cdot (1{,}602\cdot 10^{-19}\;\mathrm {As} )^{2}}{290\cdot 10^{-12}\;\mathrm {m} }}\cdot {\biggl (}1-{\frac {1}{9{,}5}}{\biggr )}}
Die Einheiten kürzen sich zu Voltamperesekunden (Energie, Joule) pro mol:
{\displaystyle U_{0}=-2995648{,}76\;\mathrm {\frac {J}{mol}} \approx -2995{,}65\;\mathrm {\frac {kJ}{mol}} }